# Andreas Regelsberger
Andreas Regelsberger (* im 20. Jahrhundert) ist ein deutscher Japanologe.

## Leben
Nach seinem Abitur 1994 am Gymnasium Großburgwedel studierte er von 1996 bis 2003 Japanologie (HF), Sinologie (NF) und Neuere Deutsche Literatur (NF) an der Universität Hamburg. Von 1999 bis 2000 absolvierte er ein Auslandsstudium an der Universität Tsukuba (Stipendium des japanischen Kultusministeriums, Mombushō). Von September bis Oktober 2003 hatte er ein Abschlussstipendium an der Universität Tsukuba. Seit 2006 ist er freier Dolmetscher und Übersetzer. Von 2003 bis 2006 war er wissenschaftlicher Mitarbeiter am Asien-Afrika-Institut in Hamburg: Koordinator der Summer School (Sprachkurs für Studierende aus Japan, Taiwan und Korea), zudem Lehrbeauftragter am Fach Japanologie. Von Oktober 2007 bis Februar 2009 war er wissenschaftlicher Mitarbeiter am Fach Japanologie der Universität Trier (Dissertationsprojekt: Fragmente einer Poetologie von Puppe und Stimme : Ästhetisches Schrifttum aus dem Umfeld des Puppentheaters im edozeitlichen Japan). Von März 2009 bis August 2012 lehrte er als Juniorprofessor am Fach Japanologie der Universität Trier. Von September 2012 bis Dezember 2013 war er Visiting Professor (Japanese Studies) an der Western Michigan University. Seit April 2014 ist er Universitätsprofessor am Fach Japanologie in Trier.

## Schriften (Auswahl)
- Fragmente einer Poetologie von Puppe und Stimme. Ästhetisches Schrifttum aus dem Umfeld des Puppentheaters im edozeitlichen Japan. München 2011, ISBN 3-86205-097-1.
- als Herausgeber mit Stanca Scholz-Cionca: Japanese theatre transcultural. German and Italian intertwinings. München 2011, ISBN 978-3-86205-026-0.